# 코시구

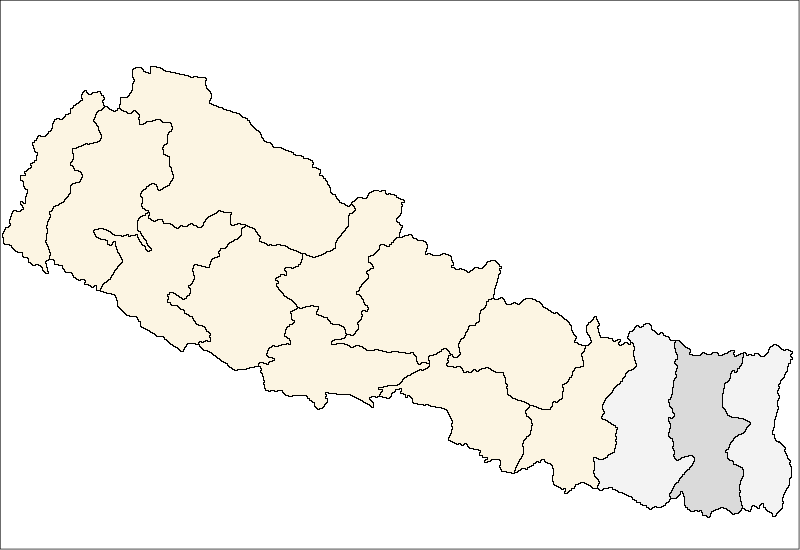
코시 구의 위치

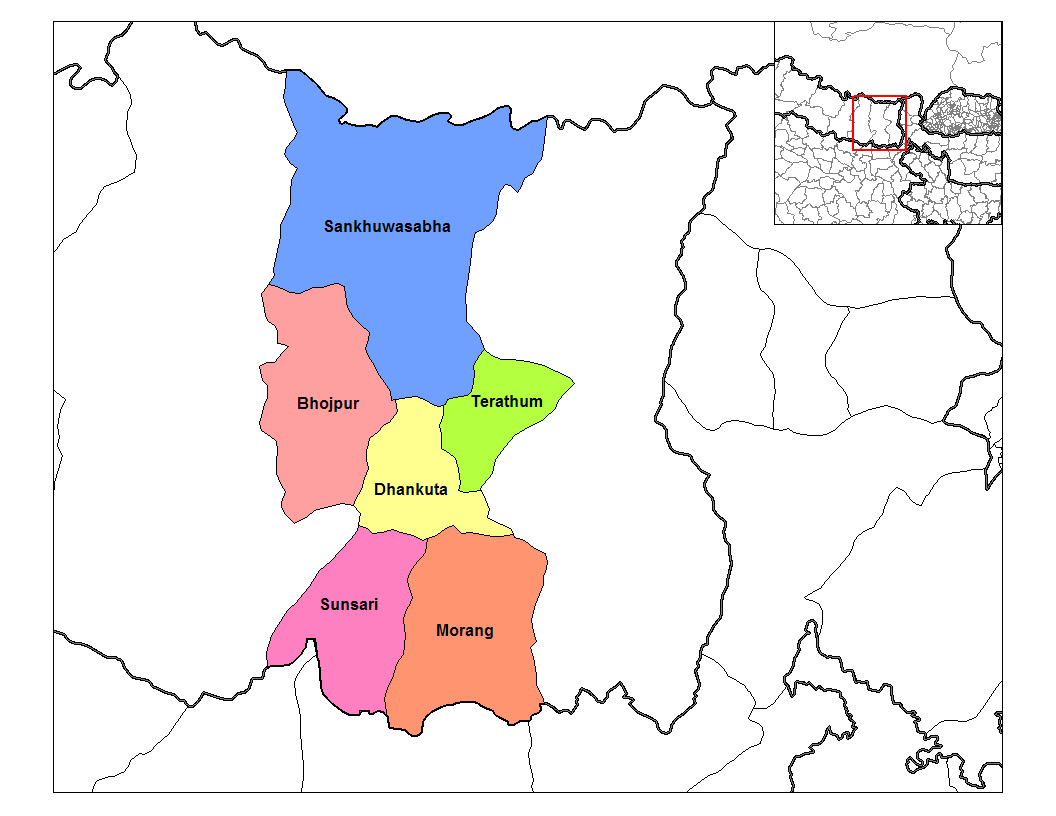
코시 구의 현

코시구(네팔어: कोशी)는 네팔을 구성하는 14개 구 가운데 하나로 행정 중심지는 다란이며 면적은 9,669km2, 인구는 2,110,664명(2001년 기준), 인구 밀도는 218.3명/km2이다. 행정 구역상으로는 동부 개발 지구에 속한다.

## 행정 구역
6개 현을 관할한다.
- 보지푸르 현
- 단쿠타 현
- 모랑 현
- 산쿠와사바 현
- 순사리 현
- 테르하툼 현

## 같이 보기
- 네팔의 구